# 菱山修三
菱山 修三（ひしやま しゅうぞう、1909年8月28日 - 1967年8月7日）は、日本の詩人。
東京府出身。兄はジャーナリストの菱山辰一。東京外国語学校（現東京外国語大学）フランス語科卒業。山内義雄、関根秀雄に学び、堀口大學に師事。1946年、音楽家・本居長世（宣長の子孫）の三女・若葉と結婚、本居雷章を本名とする。ヴァレリーの影響を受け、1931年詩集『懸崖』を刊行。『歴程』創刊同人。

## 著書
- 『懸崖 詩集』第一書房 1931年 今日の詩人叢書
- 『荒地 菱山修三詩集』版画荘 1938年
- 『望郷 菱山修三詩集』青磁社 1941年
- 『絵のなかの乙女』春陽堂 1942年
- 『定本懸崖・荒地 菱山修三詩集』青磁社 1942年
- 『文芸管見』東京書房 1942年
- 『盛夏 詩集』角川書店 1946年
- 『たらちねの母をうしなふ 菱山修三詩集』新生社 1946年
- 『海 菱山修三詩集』地平社 1947年
- 『昼の螢 詩集』鮎沢書店 1948年
- 『夢の女 詩集』岩谷書店 1948年
- 『恐怖の時代 詩集』弥生書房 1962年
- 『不信の時代』弥生書房 1962年
- 『幼年時代 詩集』牧羊社 1964年
- 『詩と思索と人生 生きがいを求めて』南北社 1968年

### 翻訳
- ヴァレリー『海辺の墓』椎の木社 1933年
- 『ジイド全集 第2巻 蕩児帰る 他五篇』金星堂 1934年
- 『ジイド全集 第5巻 イザベル』金星堂 1935年
- ラモン・フェルナンデス『青春を賭ける /フランス現代小説』第一書房 1936年
- アンドレ・ジイド『恋をしてみて 他二篇』改造文庫 1937年
- ヴァレリー『旧詩帖』青磁社 1942年
- ヴァレリー『若きパルク』青磁社 1942年
- イザベル・ランボオ『捨身と信仰 アルチュール・ランボオ終焉』那珂書店 1943年
- 『続仏蘭西詩集』訳編 青磁社 1943年
- ピエール・オーヂア『パリ 抵抗の記録』ダヴィッド社 1951年
- 『ヴァレリイ詩集』角川書店 1953年

## 参考
- デジタル版日本人名大辞典
- 『日本近代文学大辞典』講談社、1984

## 註
1. ↑  金田一春彦『本居長世 人と作品』。